# Tour della nazionale maschile di rugby a 15 dell'Inghilterra 1982
Nel 1982 la Rugby Football Union, federazione inglese di " rugby a 15" invia due squadre in tour. L'Under 23 si reca in Italia ed una selezione sperimentale nel Nord America

## Il tour dell'Under 23
La selezione Inglese Under 23, viene in Italia per una serie di match scende. Supera i pari età azzurri e la NAzionale "B", ma cede alla prima squadra italiana
| Treviso 15 maggio 1982 | Italia U23 | 0 – 21 | Inghilterra U23 | Monigo |

| Mantova 19 maggio 1982 | Italia B | 10 – 21 | Inghilterra U23 |  |

| Padova 22 maggio 1982 | Italia | 12 – 7 | Inghilterra U23 | Stadio Plebiscito |

## Il tour della selezione inglese
Nel 1982, la nazionale inglese di "rugby a 15" si reca in tour in America Settentrionale
Due test ufficiosi (la squadra è assai sperimentale) e due facili successi.
| Toronto 24 maggio 1982 | Eastern Canada | 3 – 52 | Inghilterra XV |  |

| Burnaby 29 maggio 1982 | Canada | 6 – 43 | Inghilterra XV |  |

| Seattle 2 giugno 1982 | USA Cougars | 6 – 26 | Inghilterra XV | Bethell |

| Long Beach 5 giugno 1982 | Pacific Coast XV | 6 – 28 | Inghilterra XV |  |

| Dallas 9 giugno 1982 | Western RFU | 6 – 45 | Inghilterra XV |  |

| Cleveland 13 giugno 1982 | Midwest RFU | 7 – 58 | Inghilterra XV |  |

| New York City 16 giugno 1982 | Eastern RFU | 0 – 41 | Inghilterra XV | Gaelic Park |

| HartfordConnec 19 giugno 1982 | Stati Uniti | 0 – 59 | Inghilterra XV |  |